# Nanzenbach
Nanzenbach is een plaats in de Duitse gemeente Dillenburg in de Duitse deelstaat Hessen, en telt 1295 inwoners (2006).